# Spielvereinigung Greuther Fürth 2002-2003
Questa voce raccoglie le informazioni riguardanti la Spielvereinigung Greuther Fürth nelle competizioni ufficiali della stagione 2002-2003.

## Stagione
Nella stagione 2002-2003 il Greuther Fürth, allenato da Eugen Hach, concluse il campionato di 2. Bundesliga al 5º posto. In Coppa di Germania il Greuther Fürth fu eliminato al primo turno dall'Hoffenheim.

## Rosa
| N. |                      | Ruolo | Calciatore         |
| -- | -------------------- | ----- | ------------------ |
| 1  | Germania (bandiera)  | P     | Günther Reichold   |
| 3  | Germania (bandiera)  | C     | Patrick Mölzl      |
| 4  | Germania (bandiera)  | D     | Sven Boy           |
| 5  | Germania (bandiera)  | D     | Björn Schlicke     |
| 6  | Germania (bandiera)  | C     | Mirko Reichel      |
| 7  | Germania (bandiera)  | C     | Thorsten Burkhardt |
| 8  | Germania (bandiera)  | C     | Mathias Surmann    |
| 9  | Turchia (bandiera)   | A     | Atilla Birlik      |
| 10 | Marocco (bandiera)   | C     | Rachid Azzouzi     |
| 11 | Rep. Ceca (bandiera) | A     | Petr Ruman         |
| 12 | Germania (bandiera)  | D     | Christian Weber    |
| 13 | Croazia (bandiera)   | C     | Zoran Mamić        |
| 14 | Germania (bandiera)  | C     | Olivier Caillas    |
| 15 | Germania (bandiera)  | C     | Dennis Hillebrand  |

| N. |                           | Ruolo | Calciatore         |
| -- | ------------------------- | ----- | ------------------ |
| 16 | Germania (bandiera)       | D     | Carsten Birk       |
| 17 | Germania (bandiera)       | A     | Sascha Rösler      |
| 18 | Germania (bandiera)       | A     | Gustav Policella   |
| 19 | Germania (bandiera)       | D     | Heiko Westermann   |
| 20 | Georgia (bandiera)        | C     | Georgi Dekanosidze |
| 21 | Germania (bandiera)       | P     | Sven Neuhaus       |
| 22 | Costa d'Avorio (bandiera) | P     | Stephan Loboué     |
| 27 | Germania (bandiera)       | A     | Christian Eigler   |
| 28 | Cina (bandiera)           | A     | Xie Hui            |
| 29 | Germania (bandiera)       | D     | Michael Kümmerle   |
| 30 | Germania (bandiera)       | C     | Christian Wimmer   |
| 31 | Germania (bandiera)       | A     | Stefan Reisinger   |
| 37 | Germania (bandiera)       | A     | Andre Puscher      |

## Organigramma societario
Area tecnica
- Allenatore: Eugen Hach
- Allenatore in seconda: Werner Dreßel
- Preparatore dei portieri:
- Preparatori atletici:

## Calciomercato

### Sessione estiva
| Acquisti | Acquisti           | Acquisti                 | Acquisti |
| R.       | Nome               | da                       | Modalità |
| -------- | ------------------ | ------------------------ | -------- |
| D        | Carsten Birk       | Karlsruhe                |          |
| A        | Atilla Birlik      | Antalyaspor              |          |
| C        | Thorsten Burkhardt | Bayer Leverkusen         |          |
| C        | Olivier Caillas    | Alemannia Aquisgrana     |          |
| D        | Sascha Leitz       | Waldhof Mannheim         |          |
| P        | Stephan Loboué     | Wolfsburg II             |          |
| C        | Patrick Mölzl      | Bayern Monaco            |          |
| A        | Gustav Policella   | Duisburg                 |          |
| A        | Sascha Rösler      | RW Oberhausen            |          |
| D        | Christian Weber    | Saarbrücken              |          |
| C        | Christian Wimmer   | Bayern Monaco (juniores) |          |
| A        | Xie Hui            | Alemannia Aquisgrana     |          |

| Cessioni | Cessioni           | Cessioni         | Cessioni |
| R.       | Nome               | da               | Modalità |
| -------- | ------------------ | ---------------- | -------- |
| A        | Giannīs Amanatidīs | Stoccarda        |          |
| D        | Marijan Buljat     | Osijek           |          |
| C        | Markus Dworrak     | Colonia          |          |
| A        | Horst Elberfeld    | Cloppenburg      |          |
| D        | Everaldo           | LR Ahlen         |          |
| A        | Ralph Hasenhüttl   | Bayern Monaco II |          |
| C        | Christian Hassa    | Karlsruhe        |          |
| A        | Francis Kioyo      | Colonia          |          |
| D        | Oliver Unsöld      | Reutlingen       |          |

### Sessione invernale
| Acquisti | Acquisti | Acquisti | Acquisti |
| R.       | Nome     | da       | Modalità |
| -------- | -------- | -------- | -------- |

| Cessioni | Cessioni     | Cessioni        | Cessioni |
| R.       | Nome         | da              | Modalità |
| -------- | ------------ | --------------- | -------- |
| D        | Sascha Leitz | Wehen Wiesbaden |          |

## Risultati

### 2. Bundesliga

#### Girone di andata
| Arbitro: | Kircher |

|               |           |  |
| Güvenışık 84’ | Marcatori |  |

| Fürth 16 agosto 2002, ore 19:00 CEST 2ª giornata | Greuther Fürth | 0 – 0 referto | Alemannia Aquisgrana | Playmobil-Stadion (5 500 spett.)\| Arbitro: \| Pickel \| |
| Arbitro:                                         | Pickel         |               |                      |                                                          |

| Arbitro: | Walz |

|                         |           |  |
| Jones 26’ Guié-Mien 87’ | Marcatori |  |

| Arbitro: | Gräfe |

|             |           |              |
| Surmann 24’ | Marcatori | 70’ Daschner |

| Arbitro: | Strampe |

|               |           |                    |
| Weißhaupt 74’ | Marcatori | 49’ Rösler 62’ Xie |

| Arbitro: | Jansen |

|                                           |           |  |
| Rösler 20’ Azzouzi 37’ (rig.), 51’ (rig.) | Marcatori |  |

| Arbitro: | Lange |

|                     |           |                      |
| Ristić 34’ Igwe 43’ | Marcatori | 6’ Surmann 27’ Ruman |

| Arbitro: | Weber |

|                        |           |  |
| Birk 58’ Burkhardt 90’ | Marcatori |  |

| Mannheim 20 ottobre 2002, ore 15:00 CEST 9ª giornata | Waldhof Mannheim | 0 – 0 referto | Greuther Fürth | Carl-Benz-Stadion (3 900 spett.)\| Arbitro: \| Kinhöfer \| |
| Arbitro:                                             | Kinhöfer         |               |                |                                                            |

| Arbitro: | Kammerer |

|                   |           |                           |
| Ruman 3’ Birk 34’ | Marcatori | 52’ Adao 85’ Scharpenberg |

| Arbitro: | Otte |

|                        |           |                                       |
| Hoffmann 37’ Gambo 55’ | Marcatori | 32’, 79’ Rösler 48’ Ruman 89’ Caillas |

| Arbitro: | Wagner |

|                     |           |                 |
| Rösler 7’ Ruman 73’ | Marcatori | 85’ Patschinski |

| Arbitro: | Strampe |

|              |           |               |
| Coulibaly 7’ | Marcatori | 18’ Policella |

| Arbitro: | Meyer |

|          |           |                        |
| Birk 87’ | Marcatori | 16’ Keller 90’ Winkler |

| Arbitro: | Schmidt |

|                                   |           |                              |
| Lottner 19’ Scherz 69’ Kringe 90’ | Marcatori | 25’ (aut.) Cichon 81’ Rösler |

| Arbitro: | Aust |

|               |           |                                    |
| Boy 6’ (aut.) | Marcatori | 4’ Birlik 83’ Rösler 90’ Policella |

| Fürth 13 dicembre 2002, ore 19:00 CET 17ª giornata | Greuther Fürth | 0 – 0 referto | Karlsruhe | Playmobil-Stadion (4 815 spett.)\| Arbitro: \| Frank \| |
| Arbitro:                                           | Frank          |               |           |                                                         |

#### Girone di ritorno
| Arbitro: | Scheppe |

|             |           |  |
| Azzouzi 88’ | Marcatori |  |

| Arbitro: | Rafati |

|  |           |                |
|  | Marcatori | 87’ Toppmöller |

| Arbitro: | Keßler |

|                         |           |  |
| Rath 17’, 68’ Bella 18’ | Marcatori |  |

| Arbitro: | Marks |

|                          |           |             |
| Rösler 24’ Reisinger 29’ | Marcatori | 55’ Kruppke |

| Arbitro: | Walz |

|           |           |            |
| Choji 15’ | Marcatori | 17’ Birlik |

| Aquisgrana 5 marzo 2003, ore 18:00 CET 19ª giornata | Alemannia Aquisgrana | 0 – 0 referto | Greuther Fürth | Stadio Tivoli (13 170 spett.)\| Arbitro: \| Weber \| |
| Arbitro:                                            | Weber                |               |                |                                                      |

| Arbitro: | Otte |

|           |           |           |
| Rösler 2’ | Marcatori | 61’ Keïta |

| Arbitro: | Kammerer |

|                    |           |                             |
| Voronin 22’ (rig.) | Marcatori | 26’ Rösler 74’, 80’ Caillas |

| Arbitro: | Jansen |

|                                                        |           |  |
| Policella 11’ Rösler 37’, 52’ Schlicke 68’ Caillas 75’ | Marcatori |  |

| Arbitro: | Koop |

|                            |           |                                    |
| Beliakov 22’ Radulović 78’ | Marcatori | 33’ Rösler 37’ Policella 44’ Weber |

| Arbitro: | Anklam |

|                           |           |  |
| Caillas 22’ Policella 90’ | Marcatori |  |

| Arbitro: | Fröhlich |

|            |           |           |
| Gerber 54’ | Marcatori | 24’ Ruman |

| Arbitro: | Kinhöfer |

|                                                        |           |  |
| Surmann 9’ Eigler 45’ Reichel 62’ (rig.) Policella 85’ | Marcatori |  |

| Arbitro: | Margenberg |

|                  |           |                          |
| Benschneider 72’ | Marcatori | 28’ Hillebrand 38’ Ruman |

| Arbitro: | Merk |

|                                |           |  |
| Azzouzi 26’ Reichel 82’ (rig.) | Marcatori |  |

| Arbitro: | Meyer |

|                         |           |                        |
| Schlicke 17’ Eigler 71’ | Marcatori | 63’ Broich 78’ Lützler |

| Arbitro: | Fandel |

|                           |           |            |
| Labbadia 45’ Eggimann 58’ | Marcatori | 68’ Eigler |

### Coppa di Germania
| Arbitro: | Wagner |

|                                           |           |         |
| Koné 13’ Teinert 51’ Ollhoff 55’ Thee 90’ | Marcatori | 18’ Xie |

## Statistiche

### Statistiche di squadra
| Competizione      | Punti | In casa | In casa | In casa | In casa | In casa | In casa | In trasferta | In trasferta | In trasferta | In trasferta | In trasferta | In trasferta | Totale | Totale | Totale | Totale | Totale | Totale | DR  |
| Competizione      | Punti | G       | V       | N       | P       | Gf      | Gs      | G            | V            | N            | P            | Gf           | Gs           | G      | V      | N      | P      | Gf     | Gs     | DR  |
| ----------------- | ----- | ------- | ------- | ------- | ------- | ------- | ------- | ------------ | ------------ | ------------ | ------------ | ------------ | ------------ | ------ | ------ | ------ | ------ | ------ | ------ | --- |
| 2. Bundesliga     | 57    | 17      | 9       | 6       | 2       | 30      | 11      | 17           | 6            | 6            | 5            | 25           | 24           | 34     | 15     | 12     | 7      | 55     | 35     | +20 |
| Coppa di Germania | -     | 0       | 0       | 0       | 0       | 0       | 0       | 1            | 0            | 0            | 1            | 1            | 4            | 1      | 0      | 0      | 1      | 1      | 4      | -3  |
| Totale            | 57    | 17      | 9       | 6       | 2       | 30      | 11      | 18           | 6            | 6            | 6            | 26           | 28           | 35     | 15     | 12     | 8      | 56     | 39     | +17 |

### Andamento in campionato
| Giornata  | 1  | 2  | 3  | 4  | 5  | 6  | 7  | 8 | 9 | 10 | 11 | 12 | 13 | 14 | 15 | 16 | 17 | 18 | 19 | 20 | 21 | 22 | 23 | 24 | 25 | 26 | 27 | 28 | 29 | 30 | 31 | 32 | 33 | 34 |
| --------- | -- | -- | -- | -- | -- | -- | -- | - | - | -- | -- | -- | -- | -- | -- | -- | -- | -- | -- | -- | -- | -- | -- | -- | -- | -- | -- | -- | -- | -- | -- | -- | -- | -- |
| Luogo     | T  | C  | T  | C  | T  | C  | T  | C | T | C  | T  | C  | T  | C  | T  | T  | C  | C  | C  | T  | C  | T  | T  | C  | T  | C  | T  | C  | T  | C  | T  | C  | C  | T  |
| Risultato | P  | N  | P  | N  | V  | V  | N  | V | N | N  | V  | V  | N  | P  | P  | V  | N  | V  | P  | P  | V  | N  | N  | N  | V  | V  | V  | V  | N  | V  | V  | V  | N  | P  |
| Posizione | 11 | 13 | 14 | 15 | 12 | 11 | 11 | 9 | 9 | 9  | 8  | 6  | 7  | 10 | 11 | 8  | 9  | 8  | 7  | 8  | 9  | 7  | 7  | 7  | 7  | 7  | 6  | 5  | 5  | 5  | 4  | 3  | 5  | 5  |

Legenda:

Luogo: C = Casa; T = Trasferta. Risultato: V = Vittoria; N = Pareggio; P = Sconfitta.

### Statistiche dei giocatori
| Giocatore      | 2. Bundesliga | 2. Bundesliga | 2. Bundesliga | 2. Bundesliga | Coppa di Germania | Coppa di Germania | Coppa di Germania | Coppa di Germania | Totale   | Totale | Totale      | Totale     |
| Giocatore      | Presenze      | Reti          | Ammonizioni   | Espulsioni    | Presenze          | Reti              | Ammonizioni       | Espulsioni        | Presenze | Reti   | Ammonizioni | Espulsioni |
| -------------- | ------------- | ------------- | ------------- | ------------- | ----------------- | ----------------- | ----------------- | ----------------- | -------- | ------ | ----------- | ---------- |
| R. Azzouzi     | 23            | 4             | 7             | 0             | 0                 | 0                 | 0                 | 0                 | 23       | 4      | 7           | 0          |
| C. Birk        | 17            | 3             | 5             | 0             | 1                 | 0                 | 0                 | 0                 | 18       | 3      | 5           | 0          |
| A. Birlik      | 23            | 2             | 2             | 1             | 0                 | 0                 | 0                 | 0                 | 23       | 2      | 2           | 1          |
| S. Boy         | 21            | 0             | 2             | 0             | 0                 | 0                 | 0                 | 0                 | 21       | 0      | 2           | 0          |
| T. Burkhardt   | 28            | 1             | 1             | 0             | 1                 | 0                 | 0                 | 0                 | 29       | 1      | 1           | 0          |
| O. Caillas     | 28            | 5             | 7             | 0             | 0                 | 0                 | 0                 | 0                 | 28       | 5      | 7           | 0          |
| G. Dekanosidze | 2             | 0             | 0             | 0             | 1                 | 0                 | 0                 | 0                 | 3        | 0      | 0           | 0          |
| C. Eigler      | 7             | 3             | 0             | 0             | 0                 | 0                 | 0                 | 0                 | 7        | 3      | 0           | 0          |
| D. Hillebrand  | 14            | 1             | 2             | 0             | 1                 | 0                 | 0                 | 0                 | 15       | 1      | 2           | 0          |
| M. Kümmerle    | 1             | 0             | 0             | 0             | 0                 | 0                 | 0                 | 0                 | 1        | 0      | 0           | 0          |
| S. Loboué      | 0             | 0             | 0             | 0             | 0                 | 0                 | 0                 | 0                 | 0        | 0      | 0           | 0          |
| Z. Mamić       | 22            | 0             | 0             | 0             | 1                 | 0                 | 0                 | 0                 | 23       | 0      | 0           | 0          |
| P. Mölzl       | 7             | 0             | 1             | 0             | 0                 | 0                 | 0                 | 0                 | 7        | 0      | 1           | 0          |
| S. Neuhaus     | 15            | 0             | 0             | 0             | 0                 | 0                 | 0                 | 0                 | 15       | 0      | 0           | 0          |
| G. Policella   | 26            | 6             | 1             | 0             | 1                 | 0                 | 0                 | 0                 | 27       | 6      | 1           | 0          |
| A. Puscher     | 2             | 0             | 0             | 0             | 0                 | 0                 | 0                 | 0                 | 2        | 0      | 0           | 0          |
| M. Reichel     | 32            | 2             | 6             | 0             | 1                 | 0                 | 0                 | 0                 | 33       | 2      | 6           | 0          |
| G. Reichold    | 19            | 0             | 0             | 0             | 1                 | 0                 | 0                 | 0                 | 20       | 0      | 0           | 0          |
| S. Reisinger   | 5             | 1             | 0             | 0             | 0                 | 0                 | 0                 | 0                 | 5        | 1      | 0           | 0          |
| P. Ruman       | 30            | 6             | 8             | 0             | 1                 | 0                 | 0                 | 0                 | 31       | 6      | 8           | 0          |
| S. Rösler      | 32            | 13            | 9             | 0             | 1                 | 0                 | 1                 | 0                 | 33       | 13     | 10          | 0          |
| B. Schlicke    | 33            | 2             | 7             | 0             | 1                 | 0                 | 0                 | 0                 | 34       | 2      | 7           | 0          |
| M. Surmann     | 33            | 3             | 3             | 0             | 1                 | 0                 | 0                 | 0                 | 34       | 3      | 3           | 0          |
| C. Weber       | 30            | 1             | 6             | 0             | 1                 | 0                 | 0                 | 0                 | 31       | 1      | 6           | 0          |
| H. Westermann  | 16            | 0             | 4             | 0             | 0                 | 0                 | 0                 | 0                 | 16       | 0      | 4           | 0          |
| C. Wimmer      | 0             | 0             | 0             | 0             | 0                 | 0                 | 0                 | 0                 | 0        | 0      | 0           | 0          |
| H. Xie         | 8             | 1             | 0             | 0             | 1                 | 1                 | 0                 | 0                 | 9        | 2      | 0           | 0          |